# Freedom (czasopismo)
Freedom – dwutygodnik anarchistyczny wydawany w Londynie, założony w 1886 r. z inicjatywy m.in. Charlotte Wilson i Piotra Kropotkina przebywającego na emigracji. Podczas II Wojny Światowej w gazecie czynny udział brała Marie-Louise Berneri i jej towarzysz Vernon Richards. Gazeta była wydawana pod nazwą The War Commentary.

## Deklaracja programowa
Deklaracja programowa czasopisma, publikowana w każdym numerze na stronie 6, brzmi następująco:
„Anarchiści dążą do społeczeństwa opartego na pomocy wzajemnej i dobrowolnej współpracy. Odrzucamy wszelki przymus polityczny i ekonomiczny. To czasopismo, wydawane nieprzerwanie od 1936 r., istnieje, aby propagować anarchizm i wykazywać, że tylko w anarchistycznym społeczeństwie może kwitnąć wolność ludzi.”